# Arura
Arura o aroura  (griego: ἄρουρα), es una palabra del Griego homérico cuyo significado original es "tierra cultivable" derivada del verbo "ἀρόω" arar. La palabra también se entiende como territorio, patria, y, en plural, para describir cultivos y campos sembrados.
El término también se utilizaba para designar una medida de tierra en el Antiguo Egipto similar al acre, que suponía un área cuadrada de 100 codos egipcios de lado, aproximadamente 2700 m² o 2/3 de un acre. 
El uso más antiguo de esta palabra se encuentra en una inscripción del griego micénico, escrita en Lineal B (escritura silábica): a-ro-u-ra, que literalmente significa arar.